# Теодор Рузвельт
Теодор Рузвельт (англ. Theodore Roosevelt Jr., МФА: [ˈθɪədɔr ˈroʊzəˌvɛlt]; 27 жовтня 1858 — 6 січня 1919, також публічно, але не для знайомих, відомий як T.R. та Teddy) — американський політик, 26-й президент США (1901—1909), 25-й віцепрезидент США під час президентства Вільяма МакКінлі з березня по вересень 1901 та 33-тій губернатор штату Нью-Йорк (1899—1900). Після вбиства Вільяма МакКінлі, лідер Республіканської партії та Прогресивної партії. Просував політику недовіри та прогресу. Лауреат Нобелівської премії миру 1906 року «за посередництво в укладенні російсько-японського Портсмутського мирного договору». Наймолодший президент в історії Сполучених Штатів Америки. Оцінюється в опитуваннях істориків та політичних науковців як один із найвеличніших президентів в історії США.
Теодор Рузвельт — далекий родич 32-го президента США Франкліна Делано Рузвельта, а дружина Франкліна Елеонора Рузвельт доводилася Теодору племінницею.

## Біографія
Теодор Рузвельт народився в Нью-Йорку 27 жовтня 1858 року в сім'ї торговця й філантропа нідерландського походження. Теодор був другою дитиною в сім'ї, у нього були одна старша та одна молодша сестра, а також молодший брат.
З дитинства майбутній президент не вирізнявся міцним здоров'ям і страждав від астми. Наприкінці 1860-х і початку 1870-х років сім'я Рузвельта здійснила подорожі в Європу, Африку та на Близький Схід. Початкову освіту Теодор отримав загалом у домашніх умовах — через хворобливість він майже не ходив до школи.
Загалом родина часто виїжджала в місця незайманої природної краси. Особливо Рузвельти тяжіли до колоритного заходу Штатів. Нові світи допитливому хлопчакові відкривали закордонні подорожі: 11-річний Тед побував в Англії, Франції, Німеччині, Єгипті. Маючи можливість задовольняти будь-які свої забаганки, Теодор зростав упертим, егоїстичним і зверхнім. Водночас його захоплювало читання книжок. У майбутньому, вже ставши президентом, він щодня читатиме мало не по книзі. Це вражає ще й тому, що Рузвельт із дитинства бачив тільки на одне око — інше осліпло.
У 1876 р. Теодор Рузвельт поступив у Гарвардський університет, а в 1880 р. закінчив його. В університеті захопився військово-морською історією та написав наукову працю «Військово-морська війна 1812 року» про змагання флотів Великої Британії та США. Книга була видана в 1882 році та здобула високу оцінку за всебічне освітлення подій війни та добрий стиль. Цю книгу вважають однією з перших сучасних історичних робіт США і досі вона залишається класичним історичним твором.

## Політична діяльність

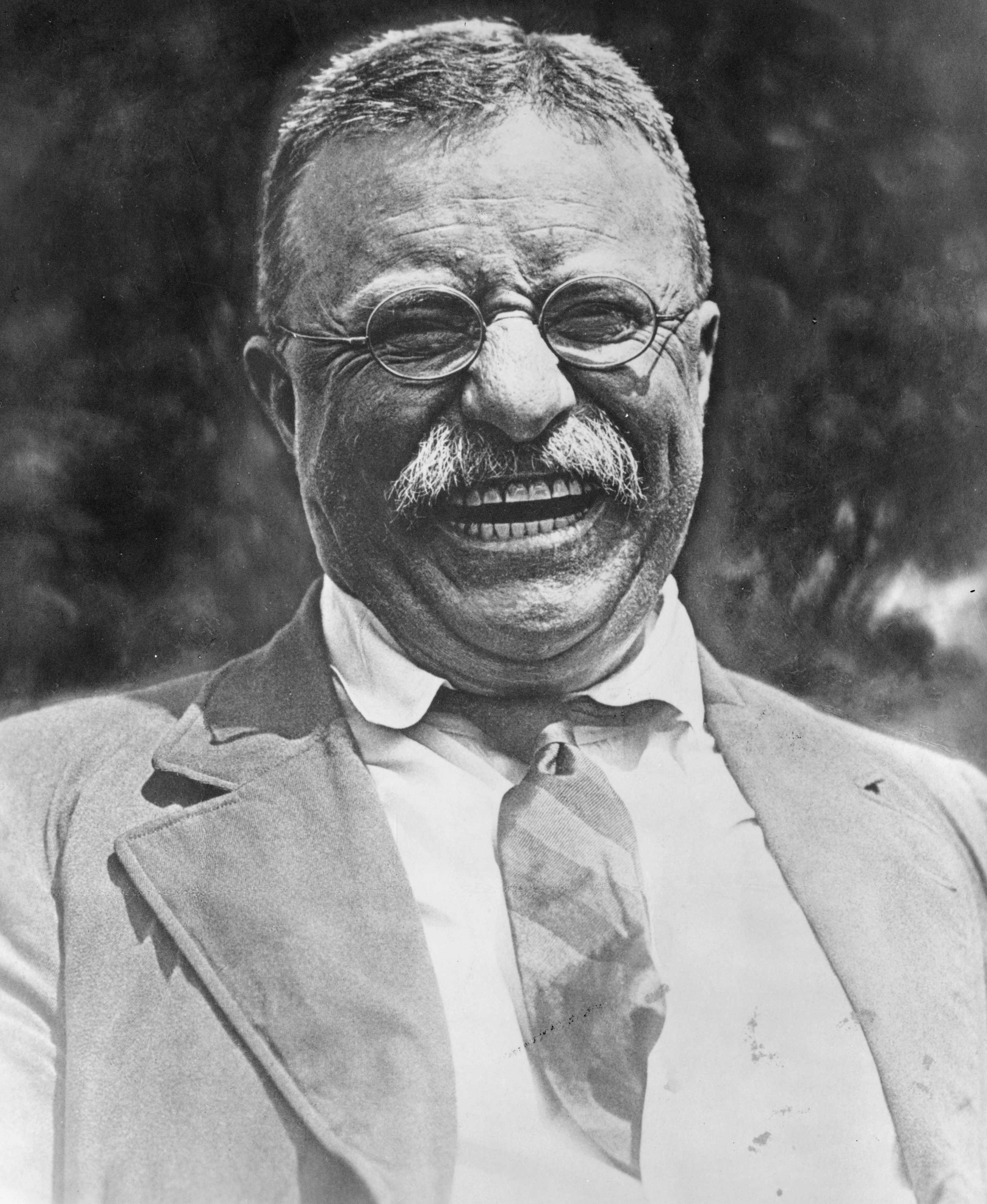

Після Гарварду Рузвельт вступив на юридичний факультет Колумбійського університету. Тоді ж почав займатися політикою, зокрема вступив до Республіканської партії. 1881 року в нього з'явилась можливість бути обраним до асамблеї штату Нью-Йорк та він вирішив покинути навчання. Упродовж 1882–1884 років Рузвельт був членом законодавчих зборів (легіслатури) штату Нью-Йорк.
14 лютого 1884 р. в один день втратив матір і дружину. За кілька днів до цього у нього народилася донька Еліс. Намагаючись отямитися від удару своєї «химерної жахливої долі», Рузвельт довірив опіку над донькою сестрі. Сам же продав сімейний маєток і поїхав на захід, де почав розводити худобу в ранчо на фронтирі штату Дакота, ходив на полювання, віднаходив душевну рівновагу, читаючи книжки біля багаття. За цими заняттями минуло два роки.
Під час роботи в легіслатурі Рузвельт був активістом Республіканської партії і став досить відомим. У червні 1884 року брав участь у Республіканській національній конвенції, де підтримав реформаторів «Магвамп».[джерело?] На конвенції був обраний Джеймс Блейн, який був відомий своїми корупційними зв'язками. Теодор Рузвельт розчарувався в Республіканській партії та залишив Нью-Йорк. Він переселився в Північну Дакоту і повернувся до життя фермера.
1886 року Рузвельт одружився вдруге. Його дружиною стала Едіт Керміт Кероу.
Після надзвичайно суворої зими 1886—1887 рр., коли загинуло стадо великої рогатої худоби Рузвельта, він повернувся в штат Нью-Йорк, де в 1887—1896 рр. опублікував дві історичні біографії та чотиритомну працю «Завойовування заходу».
У президентських виборах 1888 році. Рузвельт проводив кампанію на користь Бенджаміна Гаррісона. Після обрання Гаррісона президентом, Рузвельт почав працювати в Комісії публічної служби (англ. Civil Service Commission) та продовжував працю в комісії після обрання президентом Гровера Клівленда. У 1895 р. його було призначено шефом поліції міста Нью-Йорк. З 1897 р. він був заступником військово-морського міністра в адміністрації президента Вільяма Мак-Кінлі. У 1898 р. під час іспано-американської війни брав активну участь у військових діях на Кубі. З 1899 по 1900 р. обіймав посаду губернатора Нью-Йорка.

### Президент США
У 1900 р. МакКінлі та Рузвельт перемогли на президентських виборах. 4 березня 1901 року МакКінлі обійняв посаду президента на другий термін, Рузвельт став віцепрезидентом. 5 вересня цього ж року на МакКінлі було здійснено замах, а 14 вересня він помер від отриманої рани. Того ж дня Рузвельта було номіновано президентом.
Рузвельт продовжив курс МакКінлі на відмову від ізоляціонізму і становлення Америки як світової держави, що активно діє у всьому світі. Йому належать висловлювання «політика великого кийка» і «світовий поліцейський».
Рузвельт запобіг критичному становищу в 1902 році, коли він знайшов рішення під час страйку вугільних гірників, що поставив під загрозу опалення більшості міських домівок. Рузвельт запросив власників шахт та лідерів профспілок до Білого дому і домовився про компроміс. Шахтарі, що страйкували вже 163 доби, отримали підвищення платні на 10 % та 9-годинний робочий день (до того був 10-годинний), але профспілка не була офіційно визнана, а ціни на вугілля піднялись.

### Перша адміністрація 1901—1904 років
Склавши присягу, Рузвельт зберіг без змін весь кабінет МакКінлі й запропонував конгресу США обмежити діяльність трестів, «в розумних межах». Конгрес не зробив нічого, тоді Рузвельт подав 44 позови до основних корпорацій. Судові процеси створили Рузвельту репутацію «руйнівника трестів».
Президентство Рузвельта позначилось передачею регулювання від штатів до федерального уряду. Найбільшим успіхом було проведення Акту Гепберна в 1906 році про регулювання залізничного руху Міжштатівською комерційною комісією (Interstate Commerce Commission) та нормалізацію залізничних тарифів. З підтримкою Рузвельта Конгрес також ухвалив закони стосовно виготовлення нешкідливих продуктів та медикаментів та проведення інспекцій м'ясної промисловості.

### Вибори 1904 року
У республіканській партії після смерті Марка Ханни в лютому 1904 року не було іншого сильного кандидата на пост президента, крім Рузвельта. Після того, як зусилля демократів привернути Келвіна Куліджа в кандидати не досягли успіху, вони висунули в кандидати Олтона Брукса Паркера, маловідомого нью-йоркського суддю. Теодор Рузвельт виграв вибори в колегії виборців з рахунком 336:140.
8 листопада 1904 року, в день свого обрання на другий термін, Рузвельт оголосив, що більше не має наміру висувати свою кандидатуру на черговий термін, оскільки вважає, що роки президентства, яке дісталося йому від МакКінлі, своїм першим терміном. Хоча закон і дозволяв йому балотуватися ще раз — 22-а поправка до Конституції, яка це забороняє, була ухвалена лише в 1951 році.

### Друга адміністрація 1905—1909 років
Рузвельт був першим президентом, який виявив інтерес до охорони дикої природи. 1903 року він створив перший пташиний заказник Острів Пелікан. Спільно з Вільямом Хорнадеєм заснував American Bison Society з метою збереження бізонів. Рузвельт встановив Лісову службу (англ. United States Forest Service) (1905). У часи президента Рузвельта під заповідники та заказники було передано 785 000 км².
На Кубі, Філіппінах, Пуерто-Рико, а також зоні Панамського каналу, Рузвельт використав армійську медичну службу, під проводом Волтера Ріда і Вільяма Горгаса для боротьби з жовтою гарячкою та побудування системи суспільної охорони здоров'я. На Філіппінах армія США вперше стала використовувати систематичну доктрину боротьби із заколотниками. Незважаючи на специфічний характер сил, розгорнутих Рузвельтом, армії вдалося покінчити з повстанцями в 1902 році.
Рузвельт різко збільшив розмір флоту, створивши Великий Білий флот, який здійснив навколосвітню подорож у 1907 році.
Рузвельт додав «наслідок Рузвельта» до доктрини Монро, в якому говориться, що Сполучені Штати можуть втручатися у справи країн Латинської Америки, коли корумпованість урядів цих країн робить це необхідним.
При Рузвельті розпочалось будівництво Панамського каналу. Перша домовленість була досягнута з Колумбією, яка володіла провінцією Панама. Після зміни умов Колумбійським урядом, США підтримала проголошення незалежності Республікою Панама. Будівництво було завершено в 1914 році.
Теодор Рузвельт був першим президентом, який запросив у Білий дім представника чорношкірих, а також першим американцем, який отримав Нобелівську премію миру (за посередництво в укладенні російсько-японського Портсмутського мирного договору).

## Після президентства

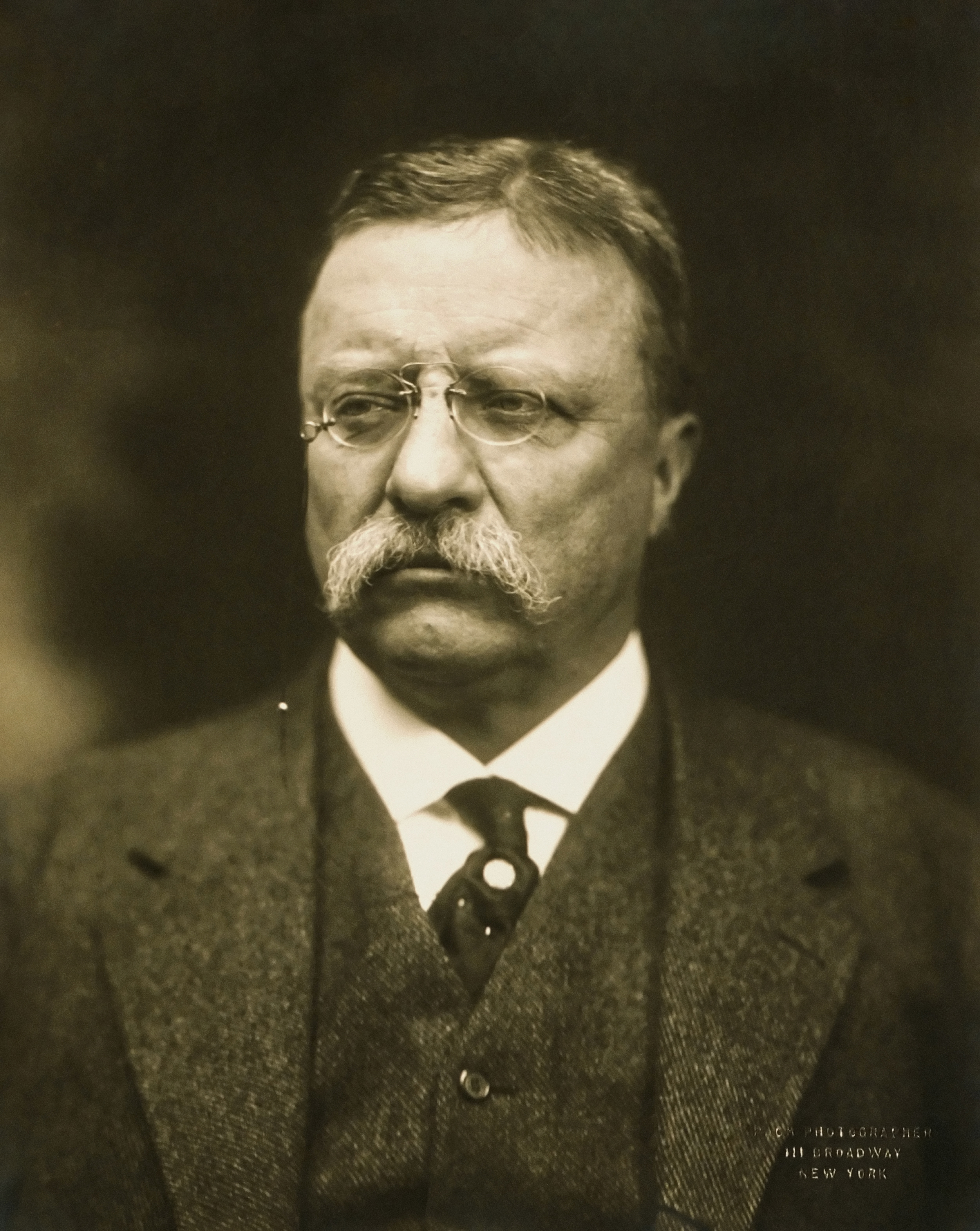

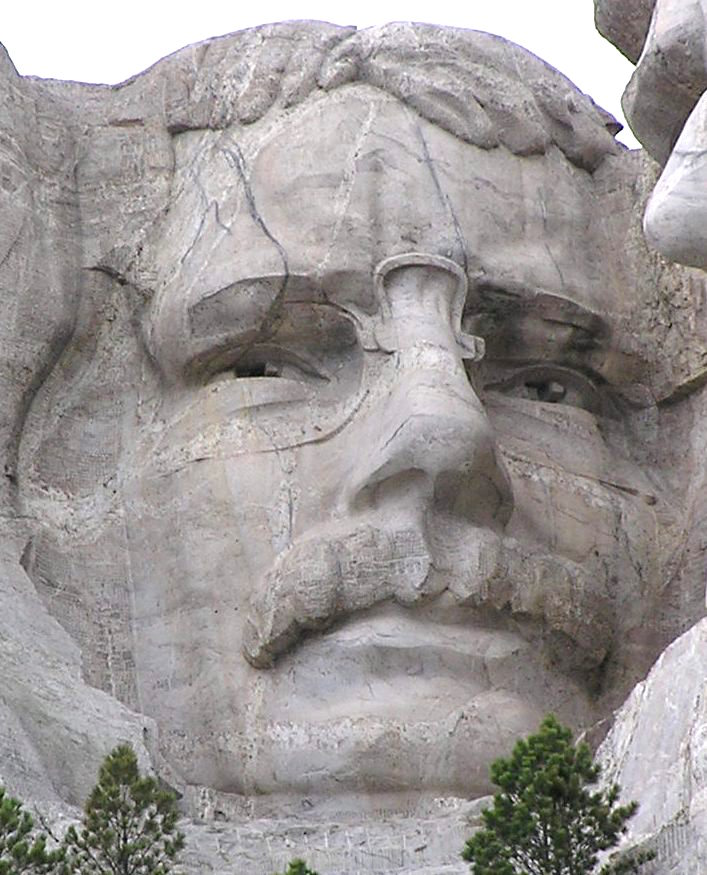
Голова Теодора Рузвельта, висічена в горі Рашмор

1908 року Рузвельт поступився президентським постом своєму близькому співробітнику Вільяму Тафту, збираючись у 1912 році висунути свою кандидатуру на новий термін після перерви. Після того, як більшість членів Республіканської партії не підтримали його в цій ініціативі, а висунула на другий термін Тафта, Рузвельт розколов партію і створив нову Прогресивну партію, від якої і виступив на виборах 1912 року. Цей розкол призвів до того, що переміг кандидат Демократичної партії Вудро Вільсон.
Уривок із промови Теодора Рузвельта «Громадянство у республіці», з якою він виступив у Сорбонні 1910 року.
«Значення має не критик, не людина, яка вказує де сильний спіткнувся чи де справжній діяч міг би зробити краще. На повагу заслуговує той, хто сам на арені, чиє обличчя вкрите пилом, потом та кров'ю, хто відважно бореться, помиляється, програє знову і знову, бо не буває зусиль без помилок та поразок, але все одно прагне діяти, хто знає великий ентузіазм, велику відданість, хто вкладає себе у велику справу і в кращому випадку зазнає наприкінці тріумфу високого досягнення, а в гіршому хибить, однак після великих дерзань. Тому його місце ніколи не буде поруч із тими холодними та боязкими душами, що не знають ані перемог, ані поразок»
Наприкінці 1910-х років республіканці знову об'єдналися навколо Рузвельта. Вже як опозиційний політик він підтримав зусилля Томаша Масарика щодо створення незалежної Чехословаччини. У серпні 1918, коли він роздав Нобелівську премію миру, він направив символічну суму $1 000 в Росію чехословацьким легіонерам, а на церемонії в Нью-Йорку він сказав: «героїчні чехословаки повинні сформувати незалежну спільноту». У січні 1919 року Теодор Рузвельт помер від тромбоемболії легеневої артерії уві сні, в своєму маєтку в Ойстер-Бей. Президент Вільсон наказав оголосити по ньому траур і приспустити прапори по всій країні.

## Цікаві факти
- У Західній Європі та Америці плюшевий ведмедик відомий здебільшого під ім'ям «Тедді» (англ. teddy bear, нім. Teddybär), що традиційно асоціюється з ім'ям президента США Теодора Рузвельта[6]. У листопаді 1902 року президент США Теодор Рузвельт на полюванні в штаті Міссісіпі пожалів ведмедя[7]. Ця подія стала приводом для численних жартів. Зокрема, в одній з карикатур делегація ведмедів вимагала від Рузвельта підписати з людством пакт про ненапад.
- Був відомим мужністю та готовністю ризикувати. Під час одного з виступів на передвиборчій кампанії, в Рузвельта вистрілили, але він продовжив промову, незважаючи на поранення. Куля тоді застрягла в кишені серед документів[8].